# Anna-Lisa Eriksson
Pour les articles homonymes, voir Eriksson.
Anna-Lisa Eriksson (né le 21 juin 1928 à Sundsvall - morte le 26 mai 2012 à Härnösand) est une fondeuse suédoise.

## Palmarès

### Jeux olympiques
- Jeux olympiques d'hiver de 1956 à Cortina d'Ampezzo 
  -  Médaille de bronze en relais 3 × 5 km.

### Championnats du monde de ski nordique
- Championnats du monde de ski nordique 1954 à Falun 
  -  Médaille de bronze en relais 3 × 5 km.